# Manuel María de Llano
Manuel María de Llano Lozano (Monterrey, Nuevo Reino de León; 23 de mayo de 1799-Monterrey, Nuevo León; 1 de marzo de 1863) fue un cofundador de la República del Río Grande y un célebre político liberal Mexicano que gobernó el estado de Nuevo León, México, en cuatro ocasiones entre 1833 y 1845, además de fungir como diputado y alcalde de Monterrey en 1826, 1832, 1841, 1850 y 1856.

## Biografía
Nació en el seno del matrimonio formado por Pedro Manuel de Llano, un político destacado a nivel local quién llegó a ser diputador del estado de Texas en 1814, y doña María de Jesús Lozano; fue bautizado el mismo día en el Sagrario Metropolitano de Monterrey. 
Siendo muy joven se trasladó a la Ciudad de México, donde estudió medicina y se puso en contacto con las ideas liberales de la época. Aunque parece ser que no concluyó la carrera, al regresar a su tierra natal De Llano se incorporó como médico al primer batallón de la Milicia Cívica y durante muchos años ejerció la medicina, tanto en la cátedra como en la clínica.
De convicciones liberales, se opuso siempre a los gobiernos conservadores de su época. Inició su ascenso en la administración pública como alcalde de Monterrey; después de lo cual se desempeñó como diputado en el Congreso local.
Elegido por la V Legislatura, el 17 de febrero de 1833 tomó posesión como vicegobernador y unos días después, ante la renuncia del gobernador Manuel Gómez de Castro, asumió el mando del Estado. Su gobierno no fue fácil. En agosto de ese año apareció una epidemia de cólera que causó casi cinco mil muertes, lo que representaba más del veinte por ciento de la población neoleonesa.
Manuel María de Llano fue un gobernador que se anticipó a las Leyes de Reforma en el estado de Nuevo León: no obstante ser un ferviente católico, reglamentó el derecho de cobros eclesiásticos en los servicios religiosos; prohibió la inhumación en los templos y estableció que los edictos, cartas pastorales y órdenes religiosas pasaran primeramente por la censura del gobierno y fundó dos escuelas.
La intervención de De Llano en los asuntos religiosos, así como el recrudecimiento de las disputas entre las corrientes centralistas y federalistas en el país, acabarían por propiciar su dimisión al gobierno: en una de las rebeliones de Santa Anna contra Gómez Farías —entonces vicepresidente de México—, se pronunciaron las guarniciones militares de Nuevo León , encabezadas por el coronel Domingo Ugartechea; éste obligó a De Llano a renunciar el 1 de agosto de 1834 y entregar el poder al general Pedro Lemus. Además, se desconocieron los decretos que como gobernador había dictado afectando las prerrogativas del clero. 
Durante un buen tiempo continuaron sucediéndose los conflictos entre centralistas y federalistas. Siempre pendiente devenir político y firme en sus ideas liberales, Manuel María de Llano intentó instaurar el federalismo en Nuevo León y, apoyado por Santiago Vidaurri, el 3 de marzo de 1839 se autonombró gobernador. Sin embargo, tan solo nueve días después el general Pedro Ampudia tomó la plaza de Monterrey, reinstaló la Junta Departamental y obligó a De Llano a renunciar.
De septiembre a diciembre de 1841, durante el movimiento del general Mariano Paredes y Arrillaga en contra del presidente Anastasio Bustamante, De Llano ocupó por tercera ocasión la primera magistratura del Estado. Todavía tres años después, en diciembre de 1844, llegaría por última vez al poder: a raíz del levantamiento contra Santa Anna, el general Mariano Arista colocó en el gobierno de Nuevo León a Manuel María de Llano, dada su calidad de vocal más antiguo de la Junta Departamental; sin embargo, pocos meses más tarde, el gobernador renunciaría por agotamiento físico.
Manuel María de Llano fue uno de los comisionados que pactarían la capitulación de Monterrey ante la invasión norteamericana. Además de su trayectoria en la administración pública y en la medicina, fundó "El Antagonista" —primer periódico que dio expresión a los grupos opositores de Nuevo León—; asimismo, escribió diversos folletos polémicos, entre los que destacan: Contestaciones habidas entre el alcalde... y el cabildo eclesiástico... y Alcance a las contestaciones...
Este político, inquieto y dinámico, católico ferviente pese a sus decretos anticlericales (con los que tan solo pretendía frenar los abusos del clero), falleció en la ciudad de Monterrey el 1 de marzo de 1863 a la edad de 63 años.